# Log, Mokronog-Trebelno
Log este o localitate din comuna Mokronog - Trebelno, Slovenia, cu o populație de 33 de locuitori.